# Chorikarpie

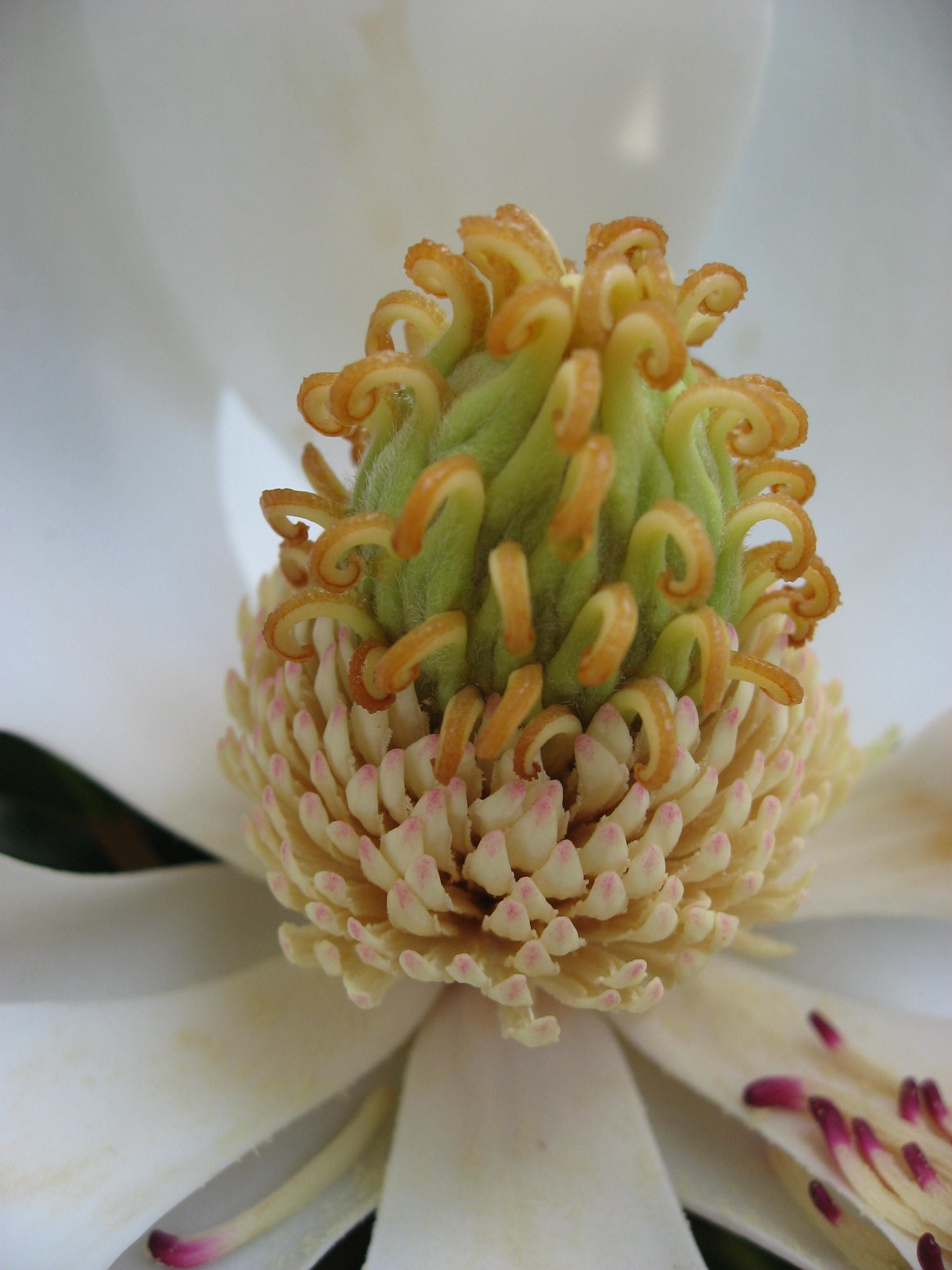
Blüte von Magnolia grandiflora mit chorikarpem Gynoeceum (oben mittig)

Chorikarpie (auch Apokarpie) ist ein Begriff aus der Botanik und bezeichnet die freie und nicht verwachsene Stellung mehrerer einzelner Fruchtblätter bei Blüten der bedecktsamigen Pflanzen. In diesem Fall wird die Gesamtheit der Fruchtblätter, das Gynoeceum, als apo- bzw. chorikarp bezeichnet. Chorikarpe Gynoeceen kommen häufig bei Vertretern der einkeimblättrigen Pflanzen und bei bestimmten Familien der Eudikotyledonen vor wie beispielsweise den Hahnenfußgewächsen oder den Magnoliengewächsen. Möglich ist aber auch eine unikarpe, -carpellate Ausbildung eines Gynoeceums mit nur einem einzigen Fruchtblatt.
Mit zunehmender evolutionärer Entwicklung der Blütenpflanzen nahm die Verwachsung der einzelnen Fruchtblätter zu und es bildeten sich coenokarpe Gynoeceen heraus.